# Günther Müller (Dirigent)
Günther Müller (* 19. Januar 1925 in Gersdorf; † 3. März 2020) war ein deutscher Dirigent, Musikpädagoge und Musikwissenschaftler.

## Leben
1950 absolvierte Müller die 2. Lehrerprüfung und besuchte zu weiteren Studien die Martin-Luther-Universität. Hier erhielt er seine Lehrbefähigung für die Klasse 12 in Musik. 1964 wurde er bei Fritz Reuter an der Pädagogischen Fakultät der Humboldt-Universität zu Berlin mit der Dissertation Musikpädagogische Betrachtungen zur Arbeit mit Tonsilbensystemen im Musikunterricht. Ein Beitrag zur Methodik des Musikunterrichts der sozialistischen Schule promoviert. 1971 folgte die Habilitation. 
Nach einer Tätigkeit an der erweiterten Oberschule des Georgius-Agricola-Gymnasiums Glauchau trat Müller 1966 die Stelle eines Hochschullehrers an der Pädagogischen Hochschule Zwickau an. Hier vermittelte er dem musikalischen Nachwuchs das notwendige musikalische Wissen. Zeitgleich leitete er die Schumann-Forschungsstelle in Zwickau. 
1988 wurde Günther Müller emeritiert. Die freigewordene Zeit nutzte er zur Vorbereitung auf die 750-Jahr-Feier der Stadt Glauchau. Er gründete 1989 den Georgius-Agricola-Chor, dessen 20-jähriges Jubiläum er mit Festkonzert, Matinee und traditionellem Weihnachtskonzert 2009 im Stadttheater Glauchau feierte. 
Müller dirigierte in Aufführungen im Kulturpalast Dresden sowie in den Opernhäusern Dessau und Chemnitz. Seit 1953 wirkte er als Generalmusikdirektor am Opernhaus in Glauchau.

## Auszeichnungen
- 1990: Robert-Schumann-Preis der Stadt Zwickau
- 2007: Ehrenmedaille der Stadt Glauchau